# 잭 샌티아고

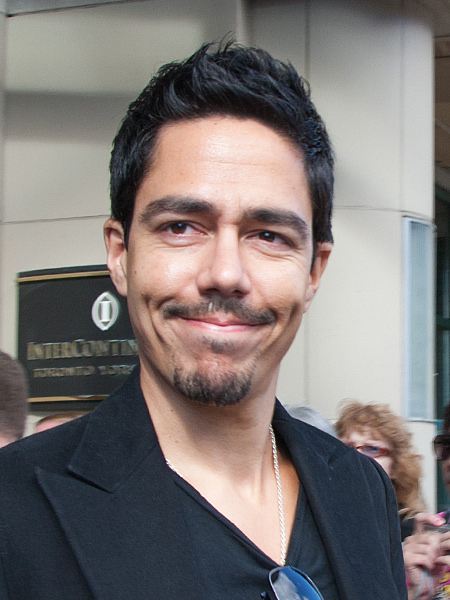

잭 샌티아고(Zak Santiago, 1981년 1월 3일 ~ )는 캐나다의 댄서, 배우, 디스크 자키, 텔레비전 배우이다.
캠루프스에서 태어났다.

## 방송
- 컨티넘 3
- 컨티넘 2
- 컬트
- 어시스턴트

## 영화
- 공원에서 명상을 (2017년)
- 컬트 오브 처키 (2017년)
- 톰보이리벤저 (2016년) - 변호사 역
- 딕 노스트 쇼 (2013년)
- 랜덤 액츠 오브 로맨스 (2012년)
- 사랑에 빠진 루실 (2012년)
- 하우스 (2011년) - 제오프 블랭크 역
- 프론트 (2010년)
- 리스크 (2010년)
- 킬러 마운틴 (2010년)
- 아마존 폴스 (2010년)
- 카프리카 (2010년)
- SGU 스타게이트 유니버스 (2009년)
- 브이 1 (2009년) - 존 피에로 역
- 앨리스 (2009년)
- 드리븐 투 킬 (2009년)
- 토처드 (2008년)
- 에이스 오브 하츠 (2008년)
- 디 아이 (2008년)
- 노말 (2007년)
- 더블 타겟 (2007년)
- 홈 바이 크리스마스 (2006년)
- 케인스 (2006년)
- 내 생애 가장 징글징글한 크리스마스 (2006년)
- 플라이트 93 (2006년)
- 재난지대 - 뉴욕의 화산 (2006년)
- 레이디스 나잇 (2005년)
- 롭슨 암스 (2005년)
- 영 블레이드 (2005년)
- 서비어드 (2005년) - 레이몬 역
- 언더클래스맨 (2005년)
- 제니퍼 러브 휴잇의 컨페션 (2005년)
- 천국에서 만난 다섯 사람 (2004년)